# Géographie de la Barbade
La Barbade est un État et une île des Antilles. La langue officielle y est l'anglais, bien que la langue maternelle de la quasi-totalité de la population (environ 90 %) soit un pidgin appelé bajan.
C'est l'île la plus orientale des Petites Antilles. Elle se trouve en mer des Caraïbes à 145 km à l'est-sud-est de l'île Sainte-Lucie et à 159 km à l'est de l'île Saint-Vincent. Les territoires voisins comprennent: la Martinique et Sainte-Lucie à l'ouest-nord-ouest, Saint-Vincent-et-les-Grenadines à l'ouest, Trinité-et-Tobago et le Venezuela au sud-ouest.
La superficie de la Barbade est de 430 km2 et développe 97 km de côtes. Sa forme évoque une poire ou un gigot de mouton orienté nord-sud sur une longueur maximale de 34 km et une largeur médiante de 15 km. Le point culminant de l'île est le mont Hillaby à 336 mètres d'altitude. Il souligne également promontoire rocheux de l'île connue sous le nom de Pico Teneriffe, qui tire son nom du fait que l'île de Tenerife en Espagne est la première à l'est du territoire de la Barbade selon la croyance de la population locale.

## Géographie physique

### Géologie

#### Formation
La Barbade est la partie émergée d'un prisme d'accrétion, en effet la partie océanique de la plaque nord-américaine se trouvant sous l'Atlantique est en subduction sous la plaque caraïbe, ce qui entraîne au niveau de la fosse océanique l'obduction des sédiments océaniques. Ceux-ci s'accumulent et atteignent parfois la surface de l'eau: c'est ce qui s'est passé à Barbade. Elle est donc une île corallienne constituée de roches sédimentaires contrairement à la majorité des îles des Antilles qui ont pris naissance grâce au volcanisme de subduction. Cette structure géologique se manifeste également par le promontoire rocheux de l'île connu sous le nom de Pico Teneriffe. Celui-ci tire son nom d'une croyance de la population locale selon laquelle l'île de Tenerife, en Espagne, serait la première terre rencontrée vers l'est depuis le territoire de la Barbade  Barbade

#### Nature des sols
Contrairement à de nombreuses autres îles des Petites Antilles comme Montserrat, la Martinique ou Sainte-Lucie, la Barbade est d'origine corallienne et non volcanique, ce qui explique ses faibles reliefs. En effet, elle est issue de l'élévation graduelle d'une construction corallienne, qui fait que l'île est constituée d'une superposition de dépôts calcaires.
L'île est ainsi recouverte d'une couche de calcaire d'une épaisseur pouvant atteindre 90 mètres par endroits sur 85% de son territoire, les 15% restants correspondant à la région du nord-est dénommée district de Scotland (à cheval sur les paroisses Saint-Andrew, Saint-John et Saint-Joseph), sévèrement touchée par l'érosion ayant fait disparaître la couche calcaire.
Les sols de la Barbade sont généralement riches en argile, en phosphates et en chaux, et donc relativement fertiles.

#### Reliefs

Carte topographique de la Barbade

Voici les principaux reliefs de l'île:
- le Mont Hillaby (340 m), point culminant de la Barbade, dans le sud-est de la paroisse Saint-Andrew.
- Castle Grant (338 m), paroisse Saint-Joseph
- le Mont Misery (326 m), paroisse Saint-Thomas.
  - Bissex Hill (295 m), paroisse Saint-Joseph.
  - Un point sans nom culminant à 277 mètres dans le nord-est de la paroisse Saint-James
  - le Mont Stepney (245 m), au nord de la paroisse Saint-Andrew.
  - Grand View (228 m), à l'ouest de la paroisse Saint-Thomas

Comparée à ses voisines des Petites Antilles, l'île est donc relativement plate, ce qui s'explique par son origine corallienne et non volcanique.

### Hydrographie

#### Cours d'eau
L'île possède quelques cours d'eau mineurs:
- Constitution River, qui se jette dans la mer des Caraïbes à Bridgetown (paroisse Saint-Michael)
- Bruce Vale River, qui se jette dans l'Atlantique à Walkers Beach en formant l'estuaire du Long Pond (paroisse Saint-Andrew)
- Joe's River, qui se jette dans l'Atlantique à Bathsheba (paroisse Saint-Joseph)
- The Salt Lakes, qui se jette dans l'Atlantique à Rivers Bay (paroisse Saint-Lucy)

A noter que ces cours d'eau sont trop petits pour être navigables.

### Sources
- Encyclopaedia Britannica (édition 2018), article "Barbados", par Christopher Stewart Jackson, Woodville K. Marshall et autres (https://www.britannica.com/place/Barbados)
- https://drivebarbados.com/geography-barbados/
- University of Texas Libraries
- https://www.shutterstock.com/image-vector/barbados-political-map-capital-bridgetown-important-441533659
- UNESCO World Heritage Centre: The Scotland District of Barbados [archive] (en))